# Jaslovské Bohunice
Jaslovské Bohunice è un comune della Slovacchia facente parte del distretto di Trnava, nella regione omonima.